# 滑瑚菌科
滑瑚菌科（学名：Aphelariaceae）为鸡油菌目的一个科。

## 下级分类
本科包括以下属：
- 滑瑚菌属 Aphelaria
- Phaeoaphelaria
- Tumidapexus